# تومي جوستين
تومي جوستين (بالإنجليزية: Tommy Heath)‏ هو مغني وموسيقي أمريكي، ولد في 31 مارس 1947.